# Floare albastră (simbol)

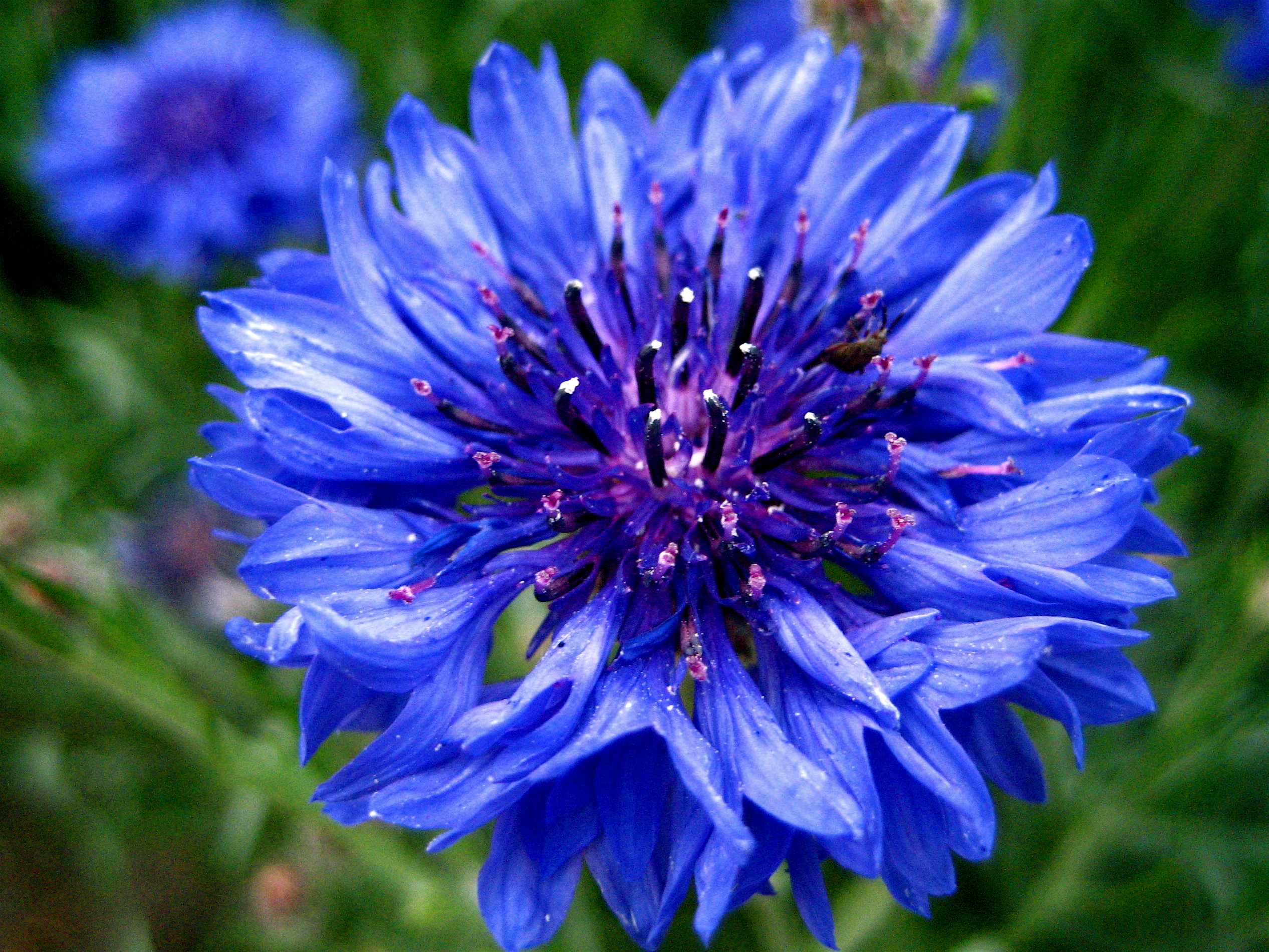
O floare de culoare albastră — Centaurea cyanus, destul de comună în țara de origine a lui Novalis.

Floarea albastră (germană Blaue Blume) a fost un simbol central al inspirației pentru mișcarea artistică post-iluministă a romantismului, atât al celui german (sau Romantism Jena), cât și a mișcării romantice în general. Conceptul de floare albastră a rămas și continuă a rămâne un motiv artistic, cultural și idealistic peren în arta occidentală de până astăzi.
Floarea albastră reprezintă intenția, dorința, credința, iubirea și efortul metafizic pentru atingerea infinitului și care este, de fapt, de neatins. Simbolizează, de asemenea, speranța, dar și frumusețea profundă a lucrurilor.
De asemenea, într-un sens mai larg, albastrul simbolizează infinitul, depărtările mării și ale cerului, iar floarea poate fi ființa care păstrează dorințele omului, așa cum acesta le-a gândit și le dorește a fi.

## Utilizare timpurie și simbol
Complexul intelectual german, polimatul Friedrich von Hardenberg, care scria sub pseudonimul de Novalis, a pus bazele romantismului german, și a romantismului în general, a introdus simbolul florii albastre prin menționarea acestui concept în romanul său neterminat, intitulat Heinrich von Ofterdingen. După ce a contemplat o întâlnire cu un străin, tânărul Heinrich von Ofterdingen visează la o floare albastră care îl cheamă și care îi absoarbe foarte mult atenția.

## Explicarea simbolului
În anii 1860, eseistul, autorul satiric și istoricul scoțian Thomas Carlyle, a explicat simbolul florii albastre afirmând că floarea albastră „fiind [însăși] Poezia, adevăratul obiect, pasiunea și vocația tânărului Heinrich, pe care, prin multiple aventuri, eforturi și suferințe, el trebuie să o caute și să o găsească.” 
„Această floare albastră este cuvântul de ordine și simbolul sacru al școlii [romantice].” potrivit afirmațiilor eseistului, criticului și romancierului norvegiano-american  H.H. Boyesen, care apoi continua, scriind, în 1892,
| “ | [Simbolul florii albastre] ... este menit să simbolizeze dorurile profunde și sacre ale sufletului unui poet. Poezia romantică se ocupă invariabil de dor; nu de o dorință definită, formulată pentru un obiect care poate fi obținut, ci [se ocupă] de o aspirație vagă, misterioasă, o neliniște tremurătoare, un sentiment vag de rudenie cu infinitul și, în consecință, de o nemulțumire față de orice formă de fericire pe care lumea o are de oferit. | ” |

## Utilizarea simbolului, căutări

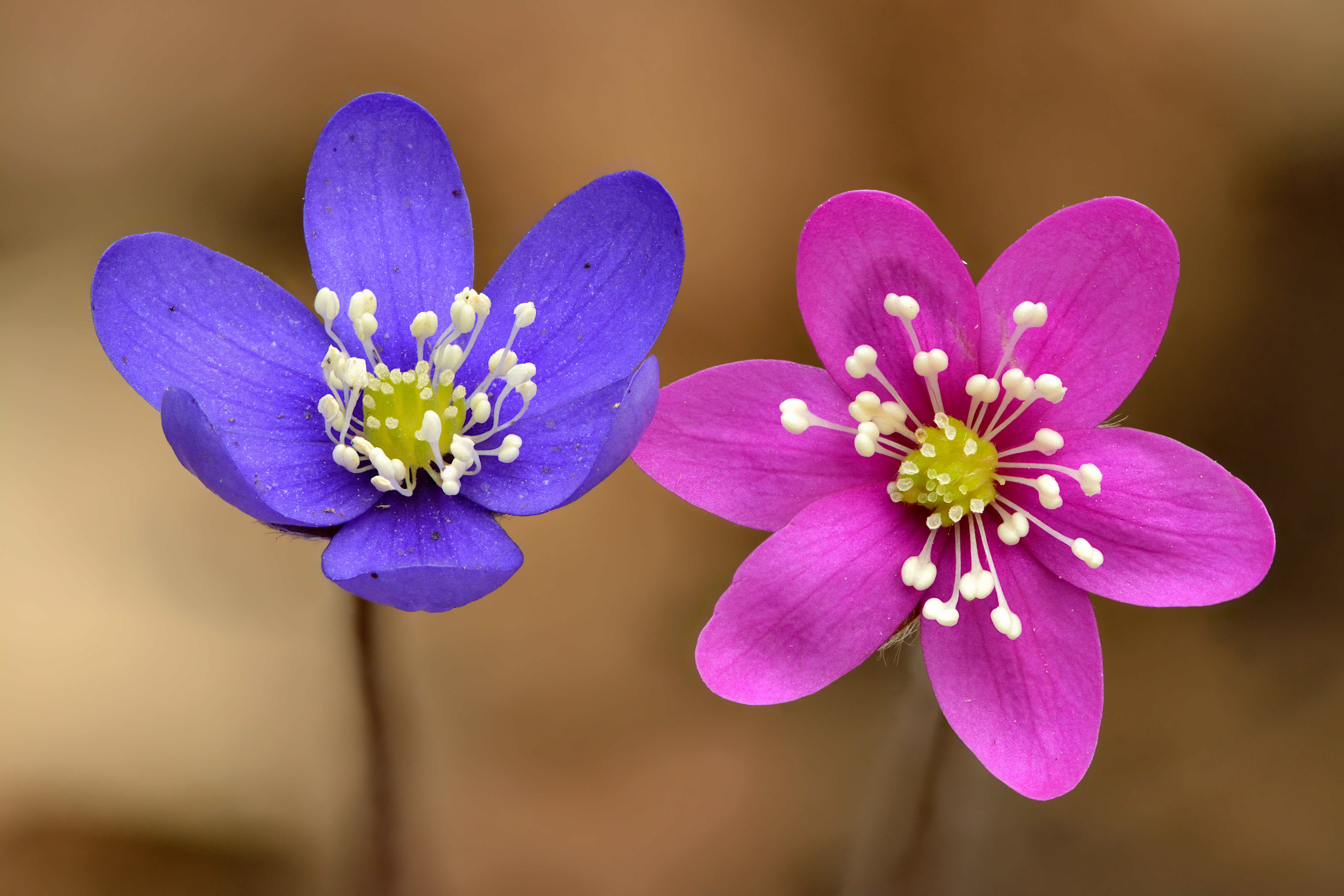
Flori de hepatica nobilis, în două culori diferite

După ce Joseph Freiherr von Eichendorff a scris o poezie numită Die blau Blume (Floarea albastră), Adelbert von Chamisso a văzut motivul florii albastre ca „nucleu al romantismului” și a presupus că acea floare s-ar găsi în Munții Harz. Totuși, Goethe a căutat „Urpflanzen” sau „planta originară,” în Italia, care, conform anumitor interpretări, s-ar putea referi la exact „acea floare albastră.”
În timp ce Heinrich Zschokke a folosit-o ca simbol al dorului și al iubirii, în romanul său Der Freihof von Aarau (Acel Freihof din Aarau), similar, E. T. A. Hoffmann a folosit conceptul florii albastre ca simbol pentru poezia lui Novalis și pentru a aduce un omagiu „sfântei minuni a naturii,” în nuvela sa „Destinul câinelui Berganza” (în germană Schicksalen des Hundes Berganza).

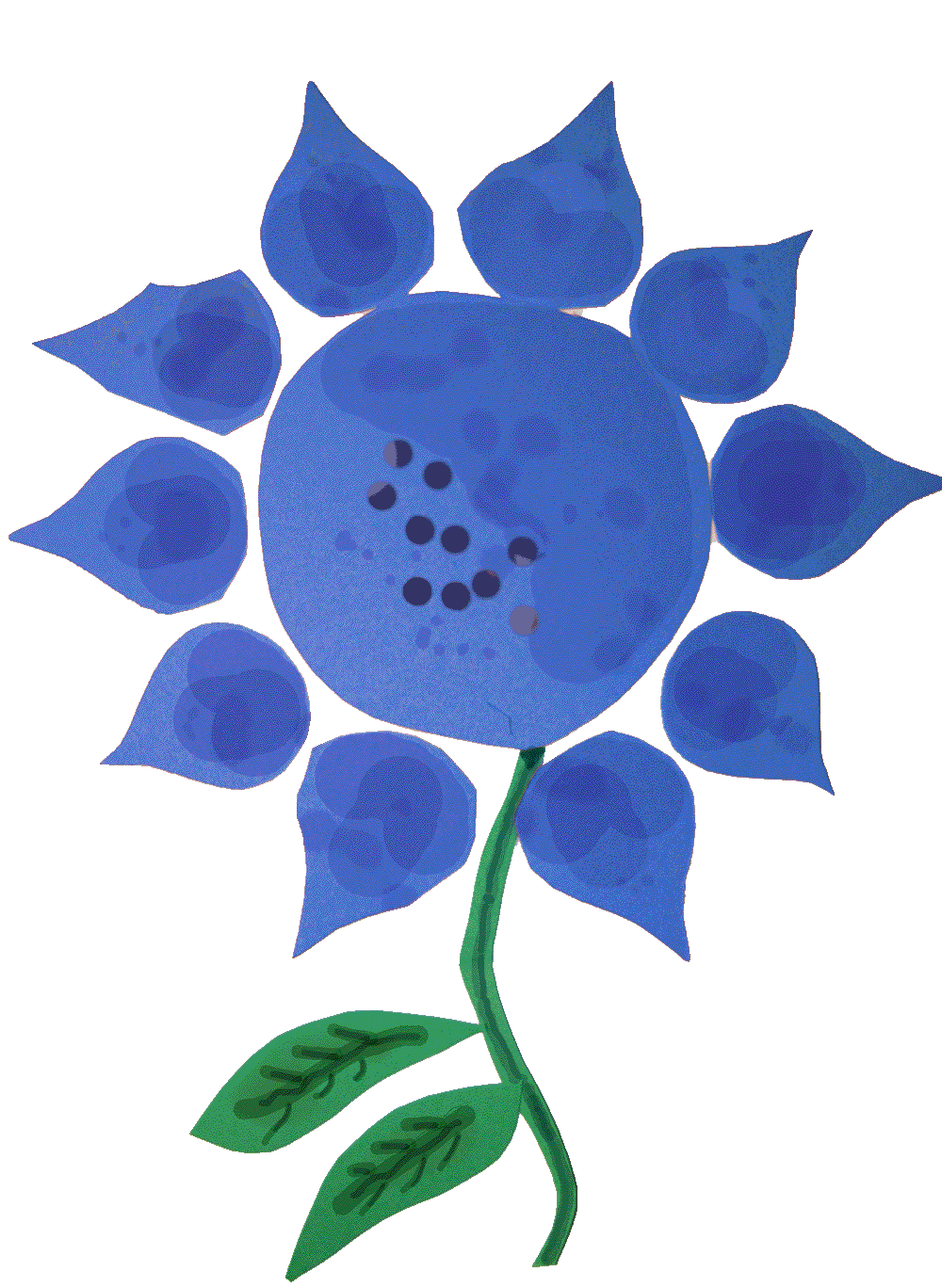
O interpretare stilizată a motivului florii albastre din secolul 21-lea

Profunda conectare a Luceafărului poeziei românești, Mihai Eminescu, cu romantismul și, în special cu cel german se observă încă din creațiile sale timpurii. Astfel, poemul intitulat omonim „Floare albastră” este o poezie scrisă de Eminescu în anii timpurii 1870 (sau poate în anii târzii 1860) și apoi publicată la 1 aprilie 1873 în revista Convorbiri literare. Poezia Luceafărului Eminescu, „Floare albastră,” constituie, după cum scria Vladimir Streinu, „primul mare semn al operei viitoare”.
Poezia „Floare albastră” a lui Eminescu își are punctul de plecare în mitul romantic al aspirației către un ideal înalt, de fericire, încununat de o iubire pură, desăvârșită. Astfel, poezia „Floare albastră” este o meditație pe tema iubirii, o idilă desfășurată într-un cadru feeric, în care visul romantic prefigurează peisajul, putându-se confunda cu natura, dar și o elogiază pe tema fericirii și a iubirii, ca forme de cunoaștere.
În 1902, editura Charles Scribner's Sons, din Chicago, a publicat volumul intitulat Floarea albastră, o colecție de povestiri a educatorului, autorului și diplomatului american Henry Van Dyke, dintre care primele două, „Floarea albastră” și „Sursa,” fac referire la motivul floarii albastre, ca simbol al dorinței și speranței și, foarte important, obiectul căutării naratorului. Acest volum include și cea mai faimoasă povestire a lui Van Dyke, „Celălalt înțelept.”

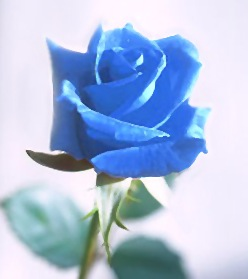
Trandafir albastru, varietatea rară, dar intens mediatizată, a trandafirului.

Eseistul și teoreticianul literar Walter Benjamin a folosit imaginea emblematică a florii albastre, de mai multe ori, în scrierile sale. De exemplu, fraza de început a eseului său Dream Kitsch (Vis kitch / Visează kitch-os) este edificatoare:
| “ | Nimeni nu mai visează cu adevărat acum la «Floarea albastră». Cine se trezește astăzi ca Heinrich von Ofterdingen trebuie să fi dormit. Prelung. | ” |

De asemenea, în eseul său Opera de artă, același Walter Benjamin afirmă: „Aspectul fără echipament al realității a devenit aici culmea artificiului, iar viziunea realității imediate [reprezintă simbolul] «Floarea albastră» în țara tehnologiei.”
Scriitorul și profesorul universitar de literatură, irlandezo-britanic, C. S. Lewis, în cartea sa autobiografică Surprins de bucurie (în engleză Surprised by Joy), face referire la „floarea albastră,” când vorbește despre sentimentele de dor pe care le-a provocat frumusețea acestei flori, atunci când era copil de șase ani. Lewis asociază conceptul florii albastre cu cuvântul german Sehnsucht și afirmă că acest dor intens pentru lucruri transcendentale l-a făcut „să acorde un vot Florii Albastre.”
Autoarea britanică Penelope Mary Fitzgerald (1916 - 2000), în ultimul său roman publicat, Floarea albastră (în engleză The Blue Flower, 1995), descrie ficțional viața timpurie și turbulentă a germanului Friedrich von Hardenberg, care, sub pseudonimul de Novalis, a devenit „părintele fondator al romantismului german.”
În romanul lui John le Carré din 1968, Un oraș mic în Germania (în engleză A Small Town in Germany), personajul Bradfield spune: „Obișnuiam să mă gândesc că sunt un romantic, mereu în căutarea florii albastre.” (ediția Pan, pagina 286 – capitolul 17). Similar, în romanul lui Philip K. Dick din 1977, O scanare întunecată (în engleză A Scanner Darkly), Substanța D, un medicament fictiv, este derivată dintr-o plantă cu floare albastră.
Dramaturgul american Tennessee Williams a folosit imagini cu trandafiri albaștri în piesa sa Menajeria de sticlă (în engleză The Glass Menagerie) pentru a simboliza fragilitatea și unicitatea Laurei, un personaj central al piesei, care este imaginea reflectată în piesă a calvarului vieții surorii lui Williams, care suferise o lobotomie. În piesă, Laura este supranumită „Trandafiri albaștri,” după ce un alt personaj a auzit-o greșit spunând „pleuroză”.
Formația de rock alternativ Mazzy Star a lansat un single în topuri, în 1990]], intitulat „Blue Flower,” de pe albumul lor She Hangs Brightly – Ea atârnă, luminoasă.

## Alte utilizări ale simbolului

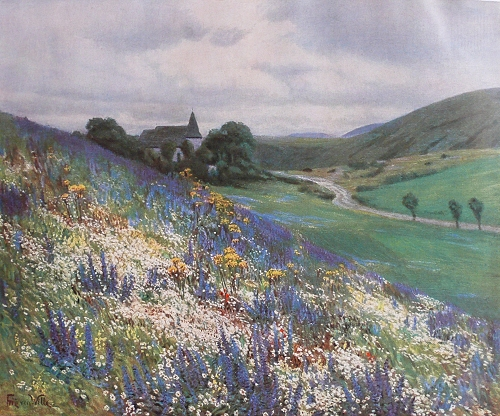
Tabloul Flori albastre de Fritz von Wille (1860 – 1941), terminat chiar în anul decesului său.

Florile albastre sunt menționate în poemul Ploaie de lacrimi a lui Wilhelm Müller din ciclul Frumoasa Müllerin, pe care Franz Schubert l-a transpus în muzică.
Naturalistul Karl Henckell își bate joc de „acea floare albastră,” din poemul omonim, ca fiind o „plantă romantică a minciunii.” Hertha Vogel-Voll a folosit simbolul florii albastre în basmul ei, prelucrat artistic, Podul de argint, ca un element care conferă floarii albastre, în calitate de personaj, puterea sa magică. Creatorul personajului Căpitanul Ursul Albastru, Walter Moers, folosește și acest simbol clasic, al dorului, într-o anumită formă modificată, în romanul său de aventură și dragoste, Rumo & Die Wunder im Dunkeln – Rumo și miracolele din întuneric, pentru a ilustra dragostea încă nedefinită, dar totuși puternică a eroului său.

## Diverse referiri
În seria sa fantastică de romane „Cântec de gheață și foc”, autorul american G. R. R. Martin, folosește motivul florii albastre ca simbol recurent pentru a reprezenta tinerele din casa nobilă Stark, adesea cu indicii despre o relație amoroasă ilicită. Într-un caz anume, Prințul Rhaegar Targaryen folosește trandafiri albaștri de iarnă pentru a o încorona pe Lady Lyanna Stark drept „Regina iubirii și frumuseții,” la Turneul de la Harrenhal, „trecând peste” propria lui soție, Prințesa Elia de Dorne.
Un episod din 2012 al serialului polițist de televiziune New Tricks, realizat de [[BBC}}, intitulat "Blue Flower", se referă la uciderea unui refugiat est-german care a fost implicat în organizația Blue Flower.
În orașul german Friedrichshafen, în 2015, o „asociație alternativă” a organizat un proiect cultural, care consta și în realizarea de locuințe, numit „Floarea albastră.” Proiectul a devenit larg cunoscut în mass-media deoarece administrația orașului a vrut să interzică proiectul de locuințe asociat.
În romanul fantasy Legendele lui Lýsistratas - În căutarea florii albastre, publicat de Tanja Steinborn în 2016, protagoniștii caută Floarea albastră, cea care, potrivit romanului, își are originile într-un basm. Astfel, acea floare albastră este un simbol al speranței, iar căutarea ei și călătoria în sine trezesc dorul personajelor principale pentru locuri îndepărtate și aventura asociată călătoriei.
În zilele noastre există o expresie în limba franceză, fleur bleue, care descrie un visător sensibil, dar și o persoană ingenioasă. Culoarea albastră aplicată unei flori înseamnă o tandrețe nemăsurată dar și o emoție de puritate, sinceritate, blândețe, sensibilitate și discreție.

### MișcareaWandervogel
În 1960, scriitorul Werner Helwig a publicat cartea Floarea albastră a păsării migratoare (în original, în germană Die blaue Blume des Wandervogels), în care relata o istorie a mișcării de tineret. În cadrul mișcării, un număr de cântece populare au folosit motivul florii albastre.

### Reacția stângii germane a anilor 1960
În aceeași ani 1960, stânga germană a reacționat împotriva imaginarului simbol și concept al florii albastre al lui Novalis, care devenise, timp de mai bine de un secol, un simbol al romantismului și al „înaltei culturi burgheze.” Cântecul elevului era „Schlagt die Germanistik tot // färbt die blaue Blume rot!”. În română, acest distih devine, „Lovește-i mortal pe germaniști // [și] colorează floarea albastră în roșu!”.

## Film, teatru, televiziune

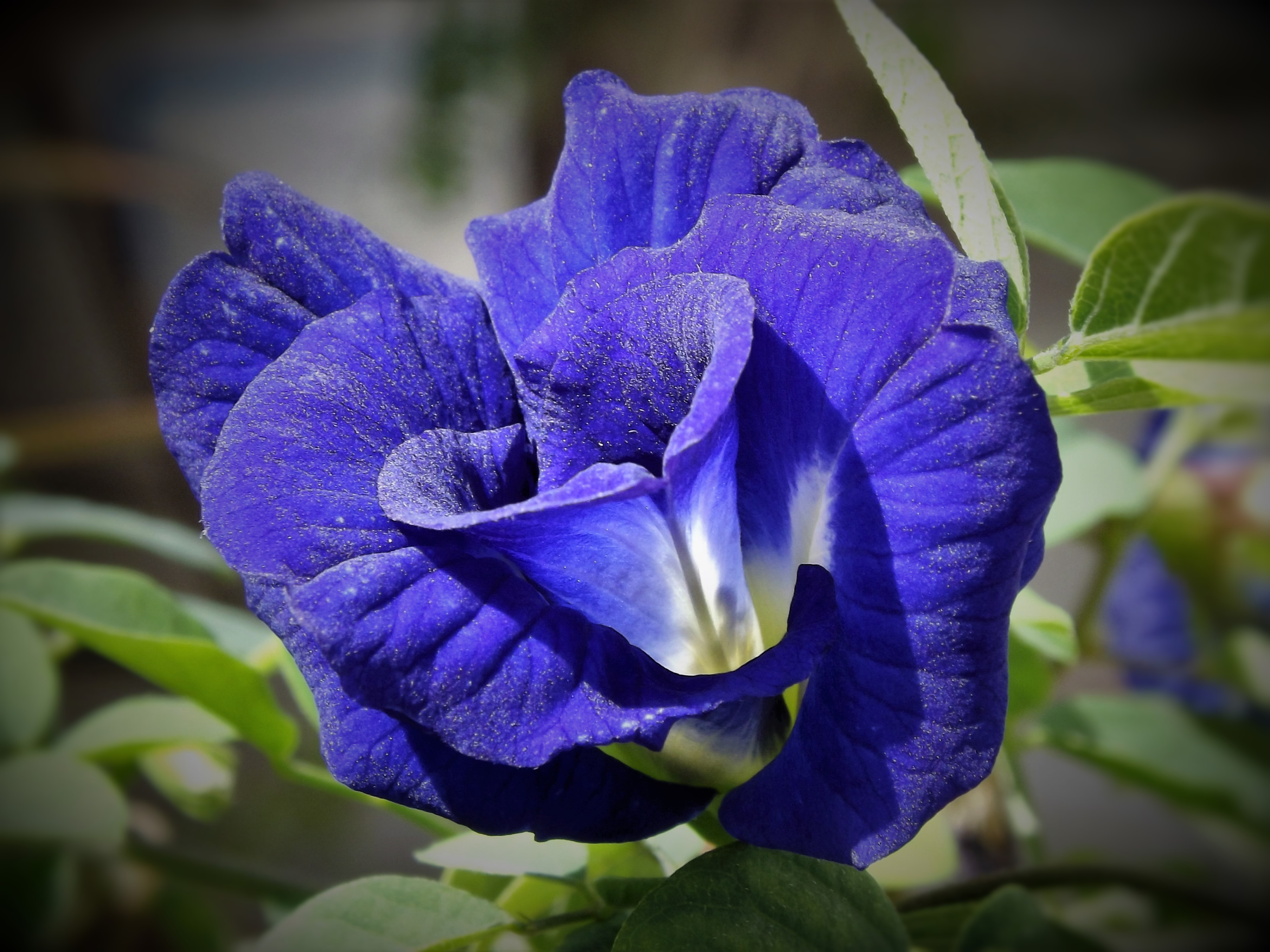
Floare de un albastru intens – Floare de Clitoria ternatea

Realizatorul de film David Lynch folosește simbolul florii albastre în scurtmetrajul său din 2010, Lady Blue Shanghai, un scurtmetraj promoțional de 16 minute pentru designerul de modă Dior, cu Marion Cotillard în rolul principal. În film, o floare albastră este ascunsă într-o geantă Dior. Floarea devine din temută, la început, îmbrățișată de protagonista feminină, în cele din urmă. S-ar putea spune că Lynch asociază geanta de mână cu inspirația și creativitatea „divină.”
Stanley Kubrick a folosit motivul florii albastre, în ultimul său film, Cu ochii larg închiși (engleză Eyes Wide Shut. Personajul Sandor Szavost (interpretat de actorul Cayetano Neven du Mont) poartă o astfel de floare, timp ce dansează cu personajul Alice Harford (Nicole Kidman).
În prequel-ul serialului de televiziune al lui David Lynch, cunoscutul Twin Peaks, intitulat Twin Peaks: Fire Walk with Me, doi agenți FBI sunt informați despre viitorul lor, sarcină care va fi îndeplinită prin intermediul unei femei pe nume Lil. Pe reverul ei este un mic trandafir albastru artificial, simbolizând clar ceva important. Atunci când Sam, primul agent, bulversat, întreabă ce reprezintă acel trandafir, cel de-al doilea agent, Chet, răspunde pur și simplu: „Dar nu vă pot spune despre asta.” 
James și Ruth Bauer, un cuplu de dramaturgi și muzicieni, soț - soție, au scris o piesă de teatru muzical neconvențional, intitulată Floarea albastră, la începutul secolului al 21-lea. Vorbind prin glasul unor versiuni generos ficționale, ale artiștilor plastici Max Beckmann, Franz Marc și Hannah Höch, precum și a personajului științific feminin esențial al piesei, Marie Curie, intriga piesei se desfășoară în jurul semnificației și motivului romantică ale florii albastre, în timp ce personajele meditează la tulburările politice și culturale brutale ale Primului Război Mondial, scurt trăita Weimar Republik, urmată de ascensiunea lui Adolf Hitler și a partidului nazist la putere. 
O expoziție de flori albastre de Baptisia australis este folosită ca simbol al sprijinului privat, acordat pentru „o noapte anuală de crime extrajudiciare,” care servește ca idee centrală. abil instrumentată, al complotului filmului din 2013 Epurarea,  (în original The Purge), parte a francizei de mai multe filme de acțiune distopice și de groază. 

## Galerie de imagini

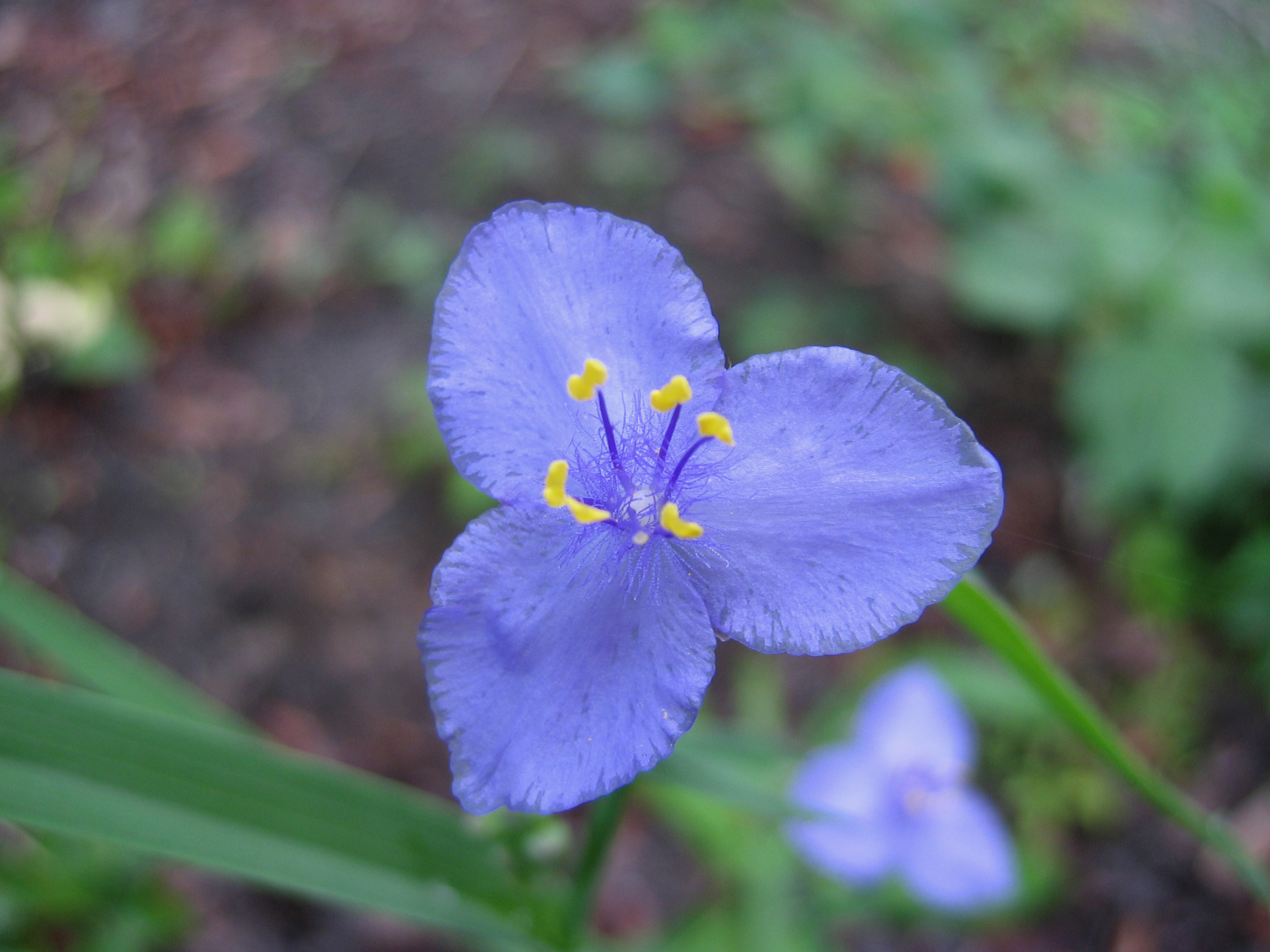
Floare albastră  – autor “Jon Zander (Digon3)"
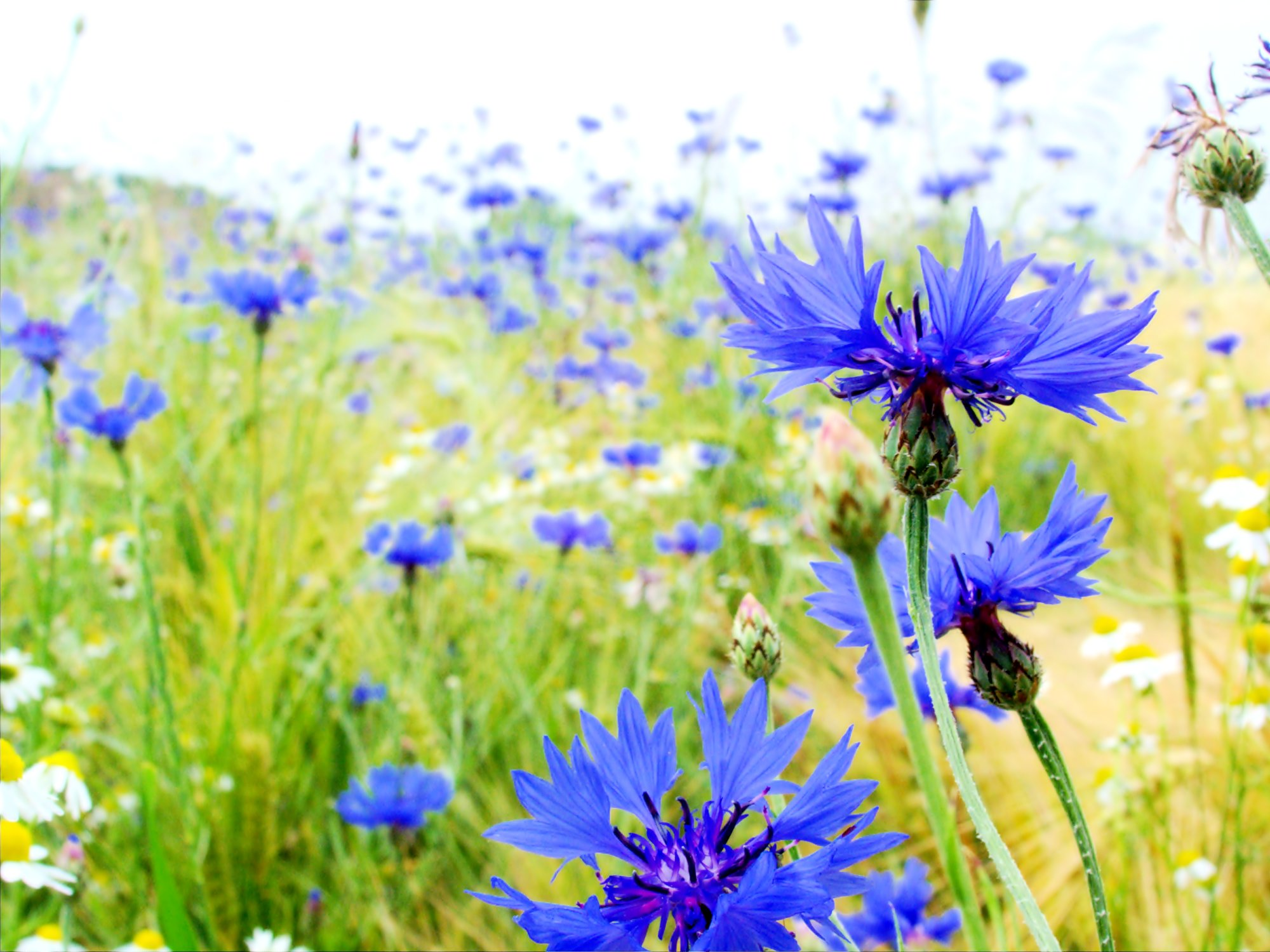
Floarea plantei Centaurea cyanus înconjurată de flori de mușețel (Chamomilla chamomilla) – autorul este Guido Gerding
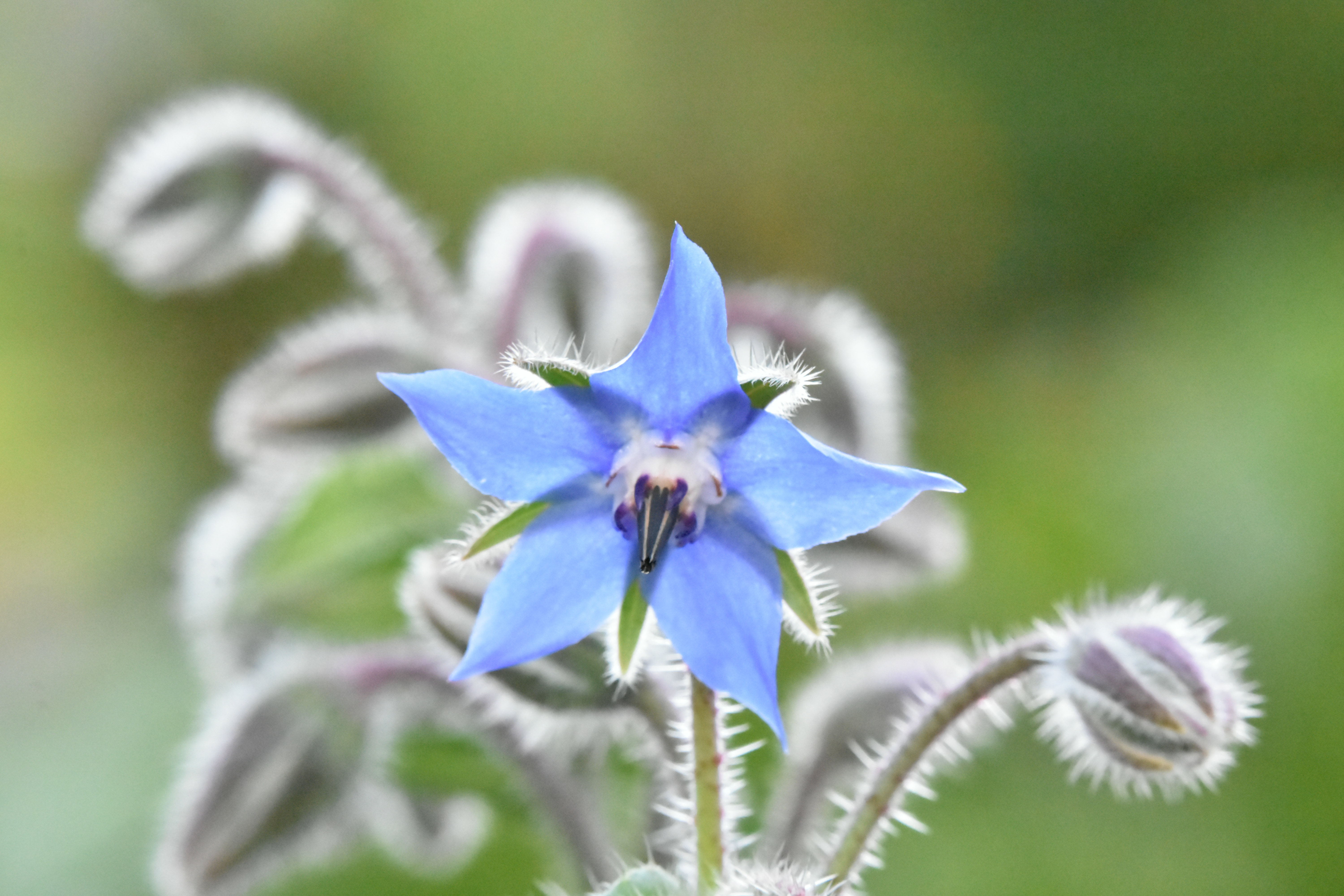
Floare albastră – autorul este D. Jalžabetić (21 octombrie 2019)
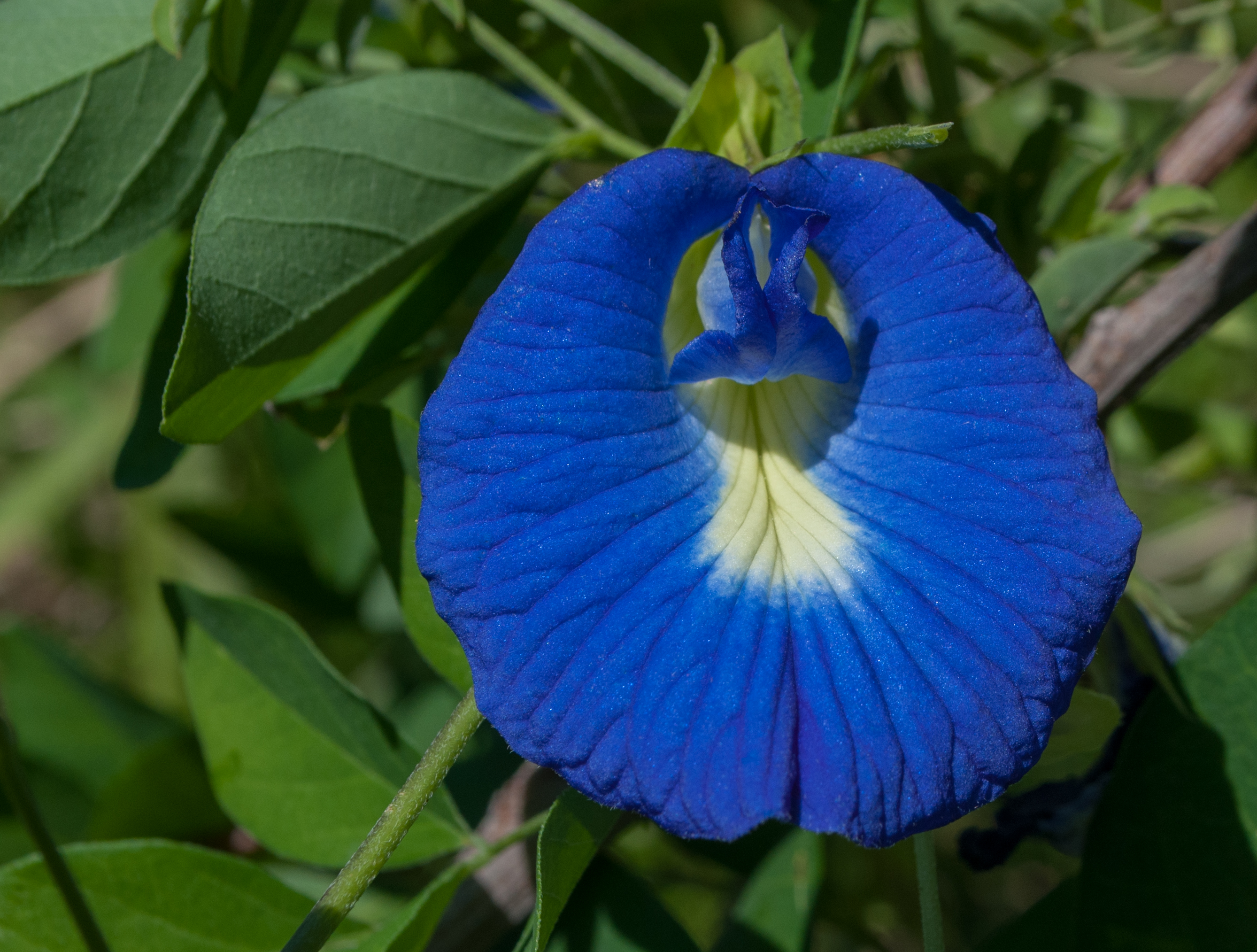
Floare albastră din Insula Margarita, Venezuela – Floare de Clitoria ternatea
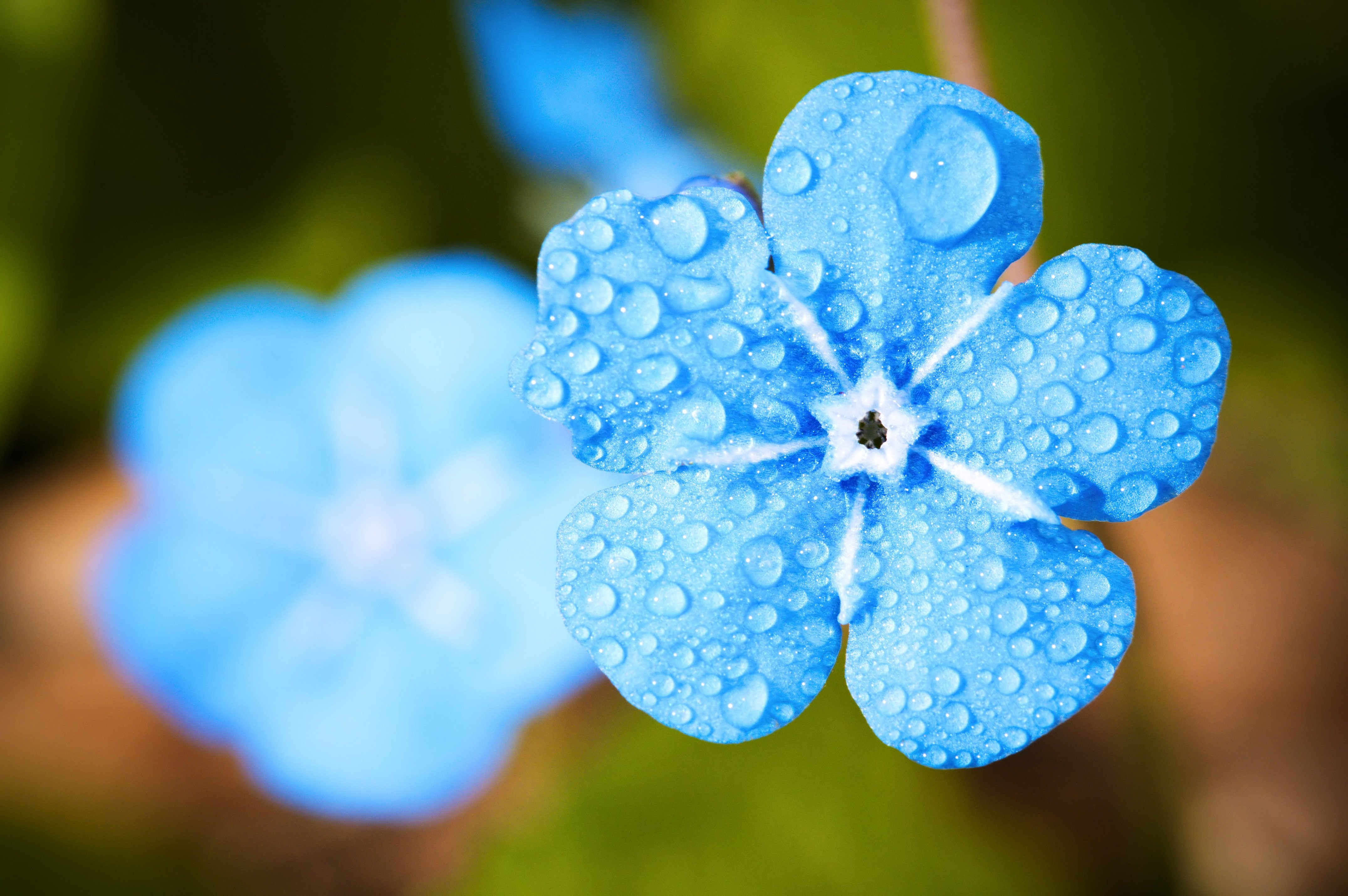
Floare albastră cu stropi de apă – autorul fotografiei este Evgeni Tcherkasski
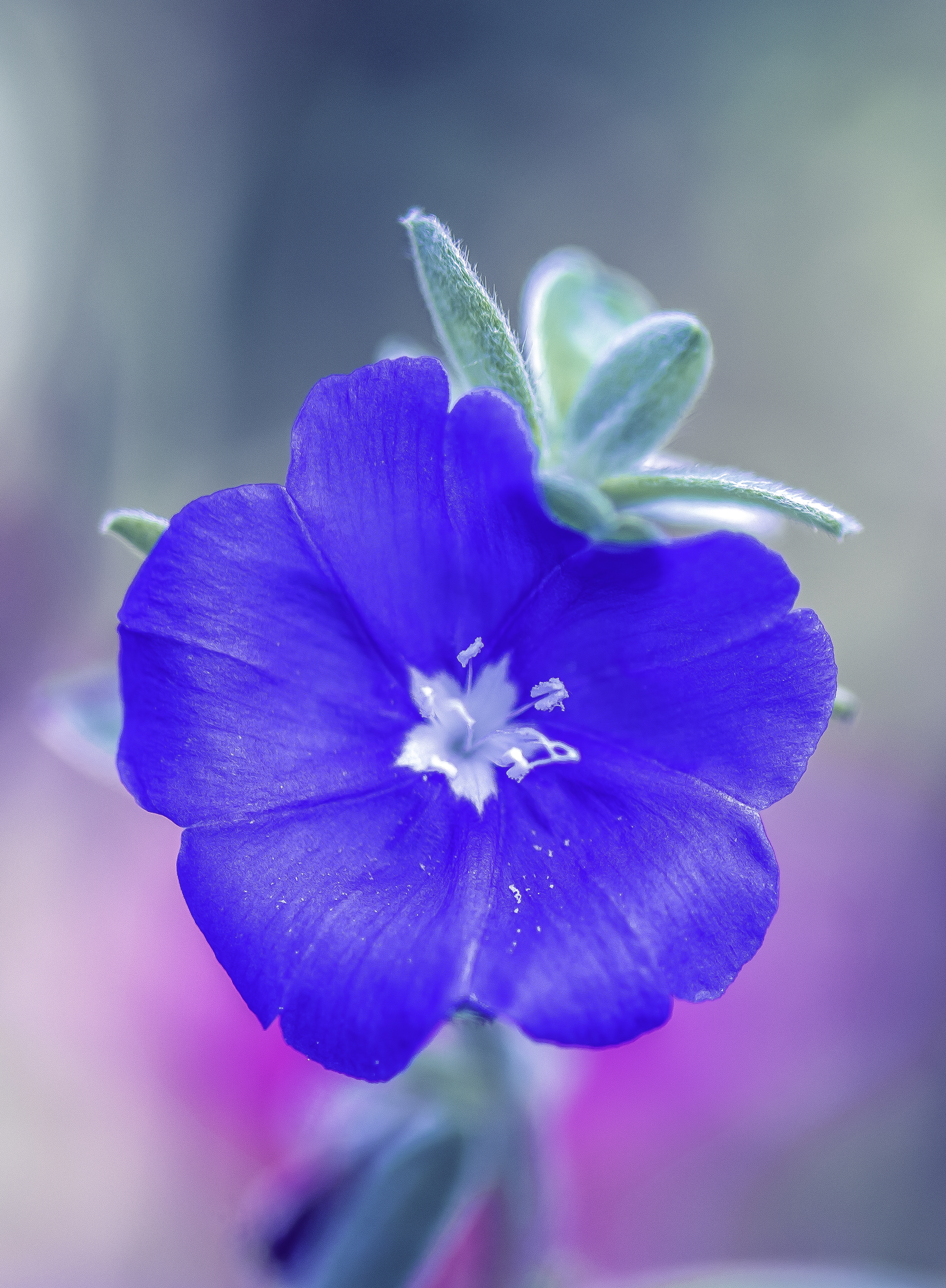
Mică floare albastră – autorul fotografiei este Charles Patrick Ewing